# Emiliano Zapata (Tabasco)
Emiliano Zapata ist eine Stadt mit etwa 23.000 Einwohnern im Südosten des mexikanischen Bundesstaats Tabasco. Sie ist Verwaltungssitz (cabecera) des Municipio Emiliano Zapata.

## Lage und Klima
Emiliano Zapata liegt an einer Schleife des Río Usumacinta knapp 150 km (Fahrtstrecke) östlich der Großstadt Villahermosa in einer Höhe von etwa 15 m. Das Klima ist feucht und schwül; Regen (ca. 2000 bis 2500 mm/Jahr) fällt überwiegend in den Monaten Mai bis Dezember.

## Bevölkerung
| Jahr      | 2000   | 2005   | 2010   | 2020   |
| Einwohner | 17.932 | 17.607 | 20.030 | 22.469 |

Die Bevölkerung ist ursprünglich maya-stämmig. Andererseits sind in der zweiten Hälfte des 20. Jahrhunderts auch viele Neusiedler aus anderen Regionen Mexikos zugewandert. Umgangssprachen sind in der Hauptsache Nahuatl, Maya und Spanisch.

## Wirtschaft
Die Region um Tenosique ist in hohem Maße landwirtschaftlich geprägt; angebaut werden Mais, Zuckerrohr, und Bohnen. Auch die Viehzucht spielt eine bedeutende Rolle.

## Geschichte
Vor der Konquista lebten ausschließlich Angehörige verschiedener Maya-Stämme im Umland der heutigen Stadt. Der Konquistador Hernán Cortés kam bei seinem Zug nach Honduras im Jahr 1525 in der Nähe vorbei. Die heutige Stadt entstand erst in der ersten Hälfte des 19. Jahrhunderts; einen wirtschaftlichen Aufschwung erlebte sie jedoch erst in der zweiten Hälfte des 20. Jahrhunderts.

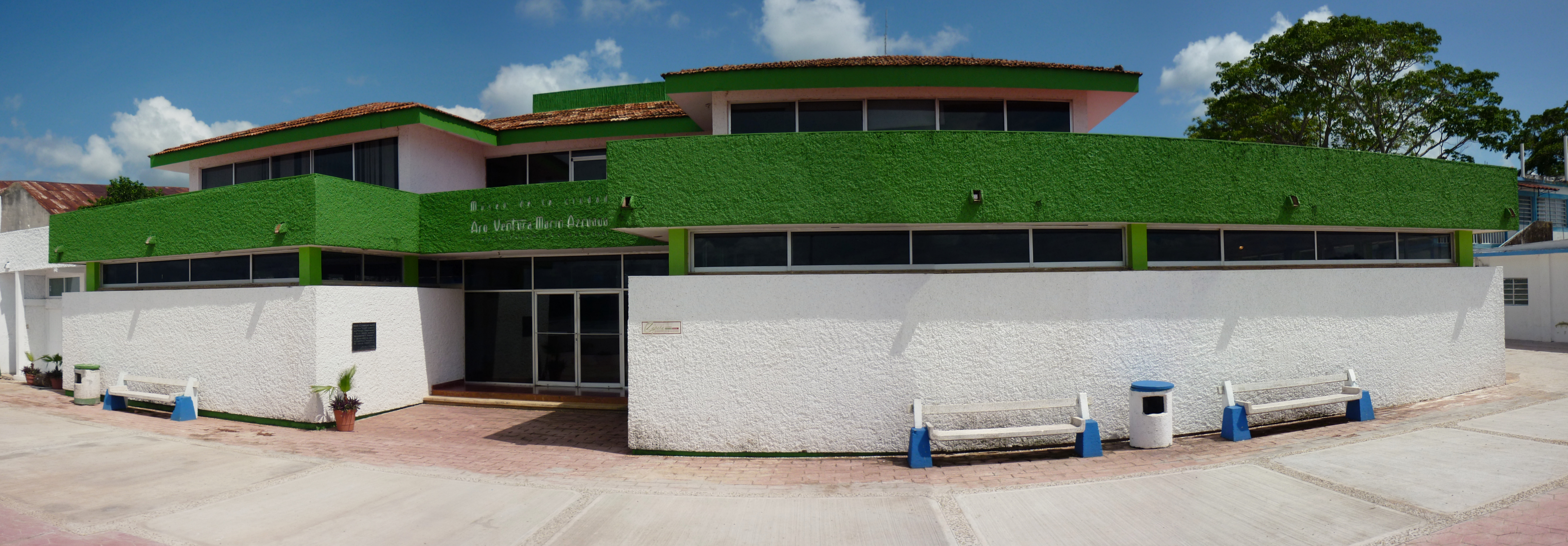
Archäologisches Museum

## Sehenswürdigkeiten
- Die Straßen im Zentrum sind zumeist rechtwinklig angelegt; an der zentralen Plaza Mayor stehen Kirche und Rathaus.
- Die Fassade der Iglesia Nuestra Señora de Guadalupe wurde zu Beginn des 21. Jahrhunderts neu gestaltet.
- Das Museo arqueológico Ventura Marín Azcuaga zeigt mehrere präspanische Objekte